# Consiglio della Repubblica (Francia)
Il Consiglio della Repubblica (in francese Conseil de la République) era la camera alta del Parlamento francese sotto la Quarta Repubblica, come tale, affiancava l'Assemblea nazionale, la camera bassa. Fu istituito con l'adozione della Costituzione del 1946 e sciolto con l'adozione della Costituzione del 1958.  Gli succedette il Senato.

## Storia
La Costituzione della Quarta Repubblica, entrata in vigore nel 1946, prevedeva che il parlamento fosse bicamerale. La camera alta fu chiamata "Consiglio della Repubblica" (in contrapposizione al Senato della Terza Repubblica) e gli furono concessi poteri notevolmente diminuiti.

## Ruolo
Il consiglio non deteneva il potere di legiferare, compito che spettava all'Assemblea nazionale. Il consiglio era principalmente un organo consultivo e le proposte di legge ricevevano una sola lettura prima di essere approvate.
Tuttavia, aveva responsabilità condivisa nel caso in cui si fosse presentata la necessità di modificare la costituzione riguardo l'elezione del Presidente della Repubblica. Per dichiarare guerra era necessaria una comunicazione formale ad esso.

## Composizione
I membri del Consiglio erano conosciuti come "consiglieri" (conseiller) dal 1946 al 1948, e poi "senatori" dal 1948 in poi. Il numero dei senatori doveva essere compreso tra 250 e 320. I senatori erano eletti a suffragio universale indiretto: i cinque sesti erano eletti da comuni  e dipartimenti; l'altro un sesto è stato eletto dall'Assemblea nazionale, la camera bassa. Hanno servito termini di sei anni.

### Presidente
Partito:
     MRP
     Rad-Soc
| Immagine | Immagine | Nome                        | Inizio           | Fine           | Partito |
| -------- | -------- | --------------------------- | ---------------- | -------------- | ------- |
| 1        |          | Auguste Champetier de Ribes | 27 dicembre 1946 | 6 marzo 1947   | MRP     |
| 2        |          | Gaston Monnerville          | 18 marzo 1947    | 4 ottobre 1958 | Rad-Soc |